# Горохівський (парк-пам'ятка садово-паркового мистецтва)
Горо́хівський (Парк Тарновських) — парк-пам'ятка садово-паркового мистецтва місцевого значення в Україні. Об'єкт розташований на території Луцького району Волинської області, м. Горохів.
Площа — 12 га, статус отриманий у 1972 році за  рішенням виконавчого комітету Волинської обласної ради депутатів трудящих від 11.07.1972 № 255 «Про віднесення окремих пам’яток природи місцевого значення області до нової категорії заповідності». Перебуває у відання Горохівського виробничого управління житлово-комунального господарства.
Охороняється парк, закладений у XIX ст., розташований на високому пагорбі. У минулому парк належав великим землевласникам Тарнавським. Під час Першої і Другої світових воєн значна частина парку була вирубана. У парку зростає понад 80 порід дерев і чагарників: гіркокаштан звичайний, липа серцелиста, граб звичайний, тополя чорна, акація біла, верба біла, береза повисла, горобина звичайна, калина звичайна.
У північній частині парку збереглися вікові дерева: дуб звичайний, біла тополя. У центрі парку росте бук лісовий віком 200 років. Серед видового складу дерев парку поширені хвойні: ялина звичайна і колюча, модрина сибірська, туя західна, плодові: груша звичайна, алича, черешня, яблуня. Трапляються екзотичні види: клен татарський, тутове дерево, яблуня Недзвецького, скумпія, смородина золотиста, барбарис звичайний, бузок угорський, занесений у Червону книгу України.

## Галерея

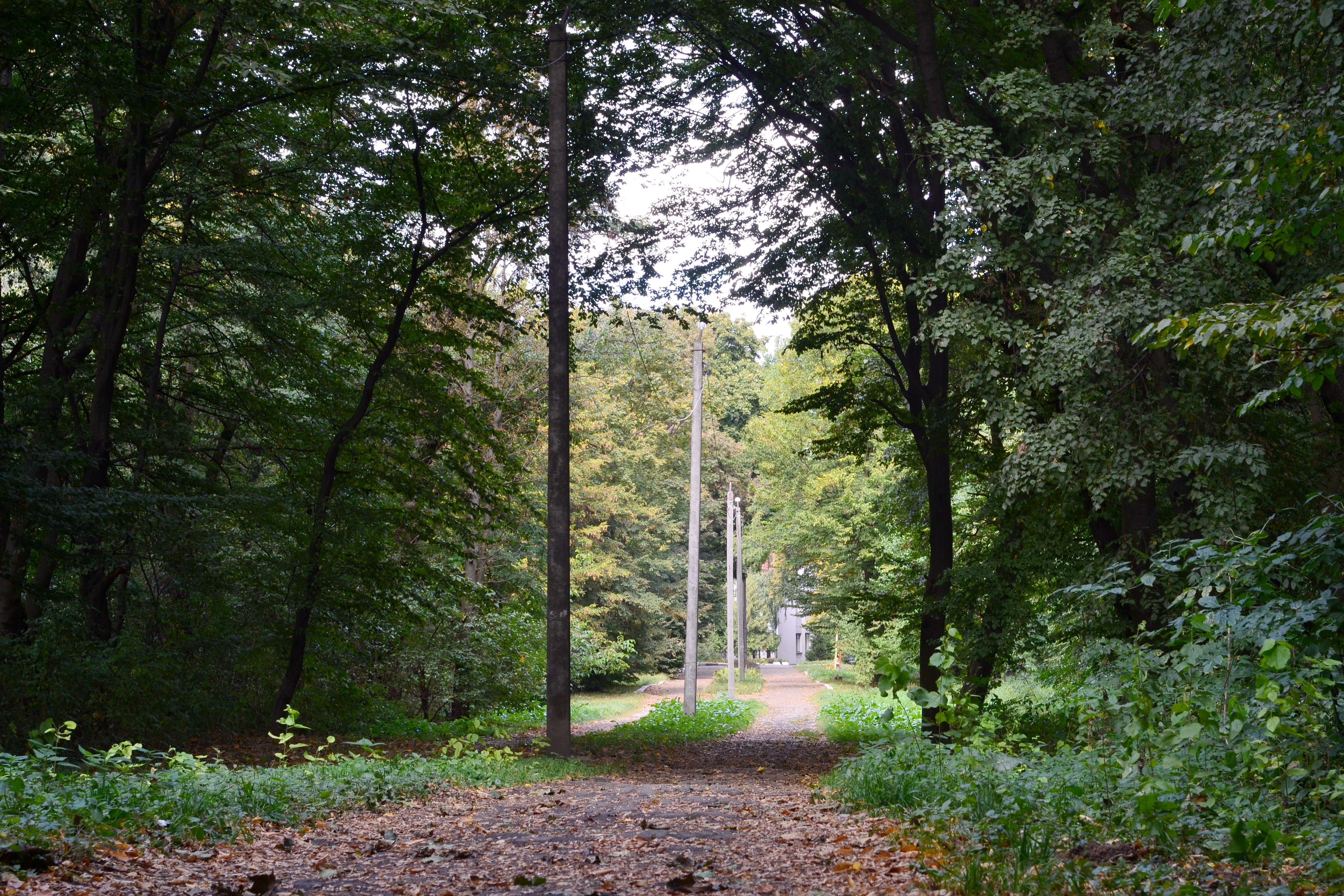
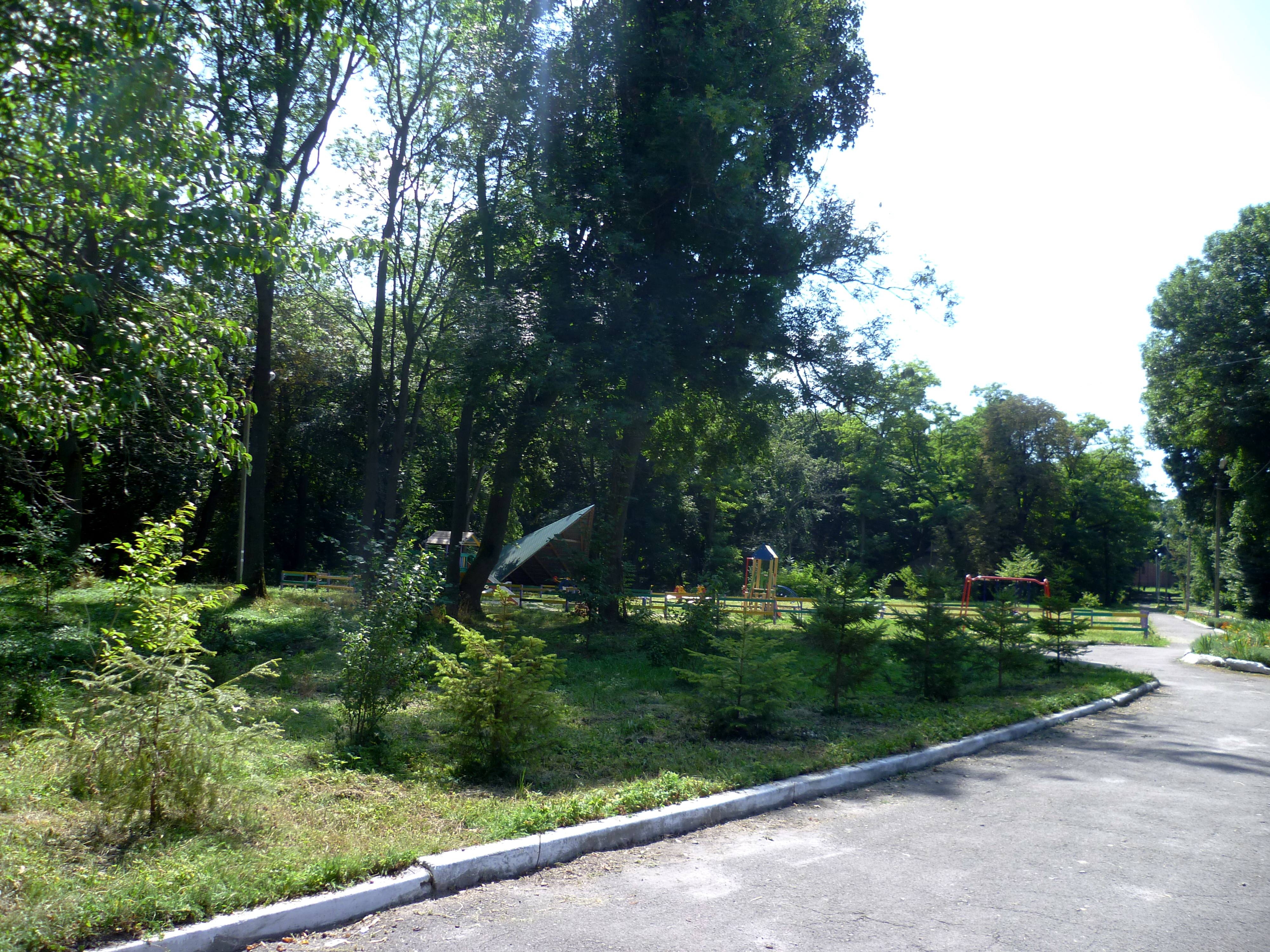
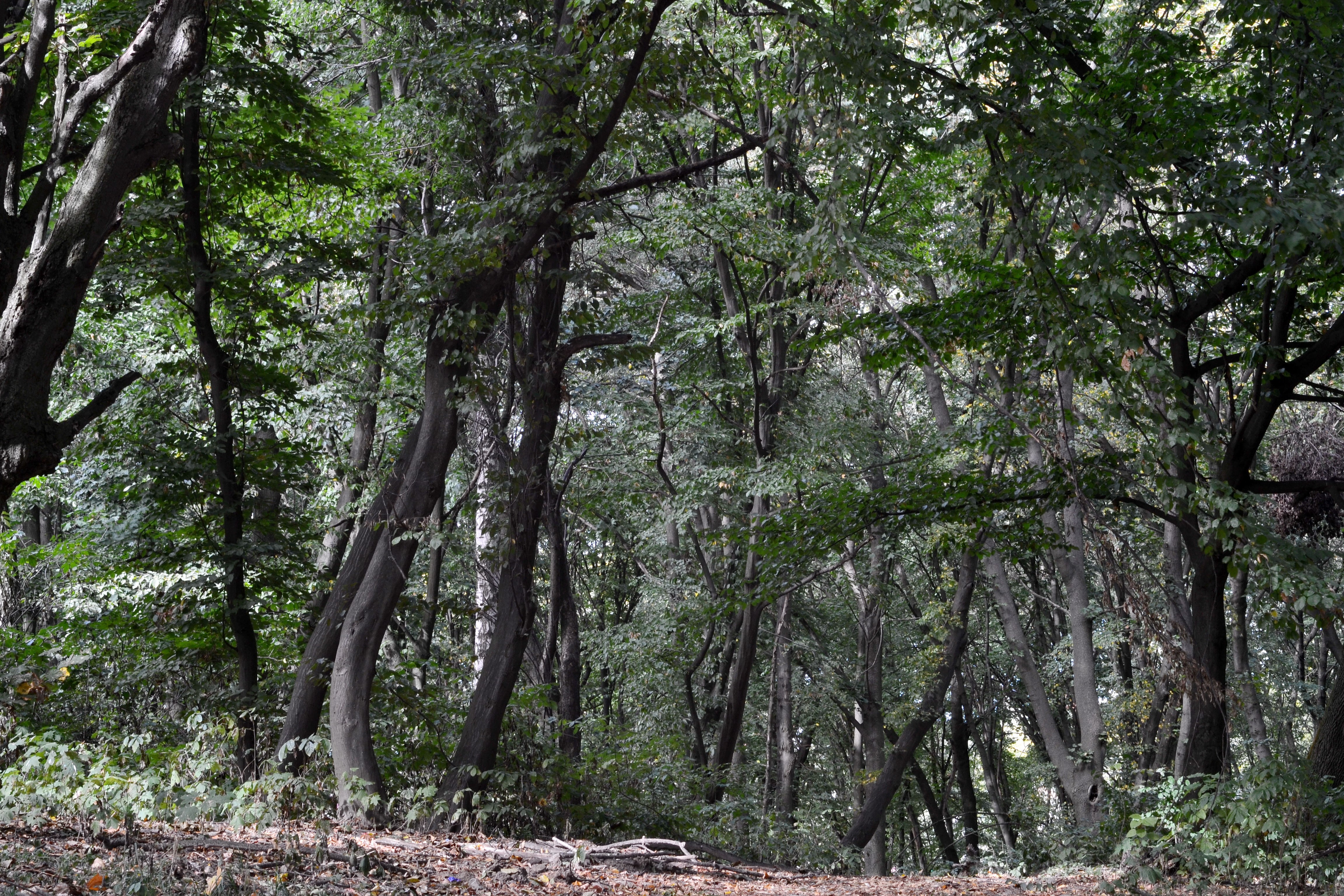
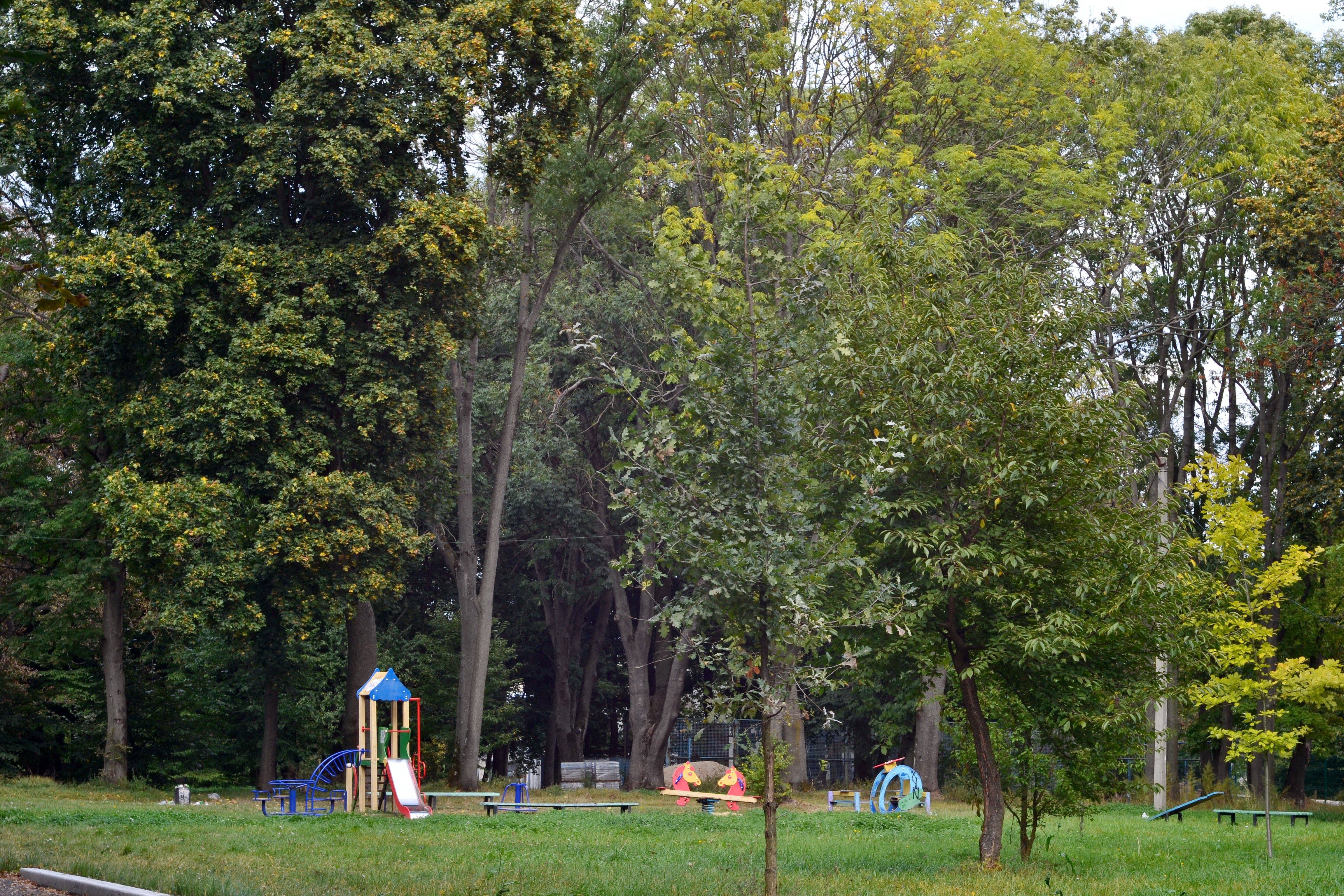